# ميكرو (كارولاينا الشمالية)
ميكرو (بالإنجليزية: Micro, North Carolina)‏ هي بلدة أمريكية تقع في الولايات المتحدة في مقاطعة جونستون. يقدر عدد سكانها بـ 441 نسمة ومساحتها 1.1 كم2 وترتفع عن سطح البحر 57 متر.